# Hörauf und Räumauf
Hörauf und Räumauf (Originaltitel: Stoppit and Tidyup) ist eine britische Zeichentrickserie, die 1988 produziert wurde.

## Handlung
In dem Land „Tu was man dir sagt“ leben Hörauf und Räumauf. Räumauf wohnt dabei in einem Gurkenhaus mit Garten und achtet sehr auf Sauberkeit und Ordnung, während sein Freund Hörauf auf der anderen Seite der Brücke auf der Müllhalde wohnt und neugierig und frech ist. Trotz der vielen Unterschiede sind die beiden bis auf ein paar Zankereien gute Freunde und erleben gemeinsam viele Abenteuer.

## Produktion und Veröffentlichung
Die Serie wurde 1988 von CMTB Animation, Keep Britain Tidy Group und Queensgate Productions in dem Vereinigten Königreich produziert. Dabei sind 13 Folgen entstanden.
Erstmals wurde die Serie am 12. September 1988 auf BBC One ausgestrahlt. Weitere Wiederholungen erfolgten ebenfalls auf Anixe, Junior und Das Vierte. Zudem wurde die Serie auf DVD veröffentlicht.

## Episodenliste
| Folge | deutscher Titel                | Originaltitel                | Originalausstrahlung |
| 1     | Biene Frech und Biene Fröhlich | Bee Quiet And Bee Have       | 12.09.1988           |
| 2     | Iss dein Gemüse                | Eat Your Greens              | 19.09.1988           |
| 3     | Kämm dich                      | Comb Your Hair               | 26.09.1988           |
| 4     | Wasch dich                     | Wash Your Face               | 03.10.1988           |
| 5     | Geh spielen                    | Go And Play                  | 10.10.1988           |
| 6     | Ich habe nein gesagt           | I Said No                    | 17.10.1988           |
| 7     | Beeil dich                     | Hurry Up                     | 24.10.1988           |
| 8     | Zappel nicht rum               | Calm Down                    | 31.10.1988           |
| 9     | Lass das                       | Don’t Do That                | 07.11.1988           |
| 10    | Marsch ins Bett                | Go To Bed                    | 14.11.1988           |
| 11    | Sag Bitte und Danke            | Say Please And Say Thank You | 21.11.1988           |
| 12    | Putz dir die Zähne             | Clean Your Teeth             | 28.11.1988           |
| 13    | Sei vorsichtig                 | Take Care                    | 05.12.1988           |